# 聖托馬斯 (大西洋省)
聖托馬斯是哥倫比亞的城鎮，位於該國北部，由大西洋省負責管轄，距離首府巴蘭基亞23公里，始建於1543年7月26日，面積67平方公里，海拔高度8米，2005年人口23,188。

## 外部連結
- （西班牙文） Gobernacion del Atlantico - Santo Tomás
- （西班牙文） Santo Tomás official website （页面存档备份，存于）

10°46′N 74°55′W / 10.767°N 74.917°W